# Айоцян, Вардгес Арсенович
Вардгес Арсенович Айоцян (арм. Վարդգես Հայոցյան, 29 июля 1946, Ереван) — армянский политический и государственный деятель.
- Образование незаконченное высшее.
- 1970—1991 — работал инженером в институте «Армкоммунпроект».
- 1991—1993 — председатель совета «АОД» Спандарянского района.
- С 1993 — руководитель аппарата «АОД».
- 1995—1999 — был депутатом парламента. Член постоянной комиссии по обороне, внутренним делам и национальной безопасности. Член «АОД».